# Quattro giorni con Vivian
Quattro giorni con Vivian è un documentario del 2008 diretto da Silvio Soldini. 

## Trama
Il documentario è incentrato sulla figura della poetessa italiana Vivian Lamarque, che nell'inverno 2007/2008 riceve il regista nella sua casa di Milano - sua città adottiva dall'età di nove mesi - e gli fa scoprire il proprio universo interiore, ricco e un po' caotico, visitando i luoghi milanesi prediletti dalla scrittrice come un parco nei dintorni e la sua casa d'infanzia. Per quattro giorni, durante la presa diretta di passeggiate e conversazioni, tra i due artisti nasce un'autentica complicità.

## Produzione
Il film è parte della collana "Gente di Milano. Storie, volti e figure della cultura milanese contemporanea" a cura di Massimo Cecconi ed è stato realizzato anche col supporto del settore cultura della provincia di Milano e dell'Associazione Locus.